# Западни Бескиди
Западни Бескиди (на полски: Beskidy Zachodnie, на чешки: Západní Beskydy, на словашки: Západné Beskydy) е група разпръснати средновисоки планински масиви и хребети, разположени в северната част на Западните Карпати. Простират се на територията на Чехия, Словакия и Полша на протежение около 250 km, от долината на река Морава (ляв приток на Дунав) на запад до Таличкия проход на изток, който ги отделя от Източните Бескиди (съставна част на Източните Карпати). От запад на изток последователно се редуват около 20 обособени планини, масиви и хребети, като по-главните са: Гостинска планина (Келчки Яворник 865 m), Моравско-Силезки Бескиди (Лиса 1324 m), Словашки Бескиди (Бабя 1725 m), Средни Бескиди, Островни Бескиди (Лубон 1022 m), Горце (Турбач 1309 m), Сондецки Бескиди (1262 m) и др. Изградени са основно от кайнозойски пясъчници и шисти (флиш). Билните им части са предимно заравнени с отделно стърчащи над него остатъчни скалисти върхове. Южните им склонове принадлежат към водосборния басейн на рака Дунав – реките Бечва, Кисуца, Орава и др, северните – към басейна на река Висла – реките Висла, Сола, Скава, Раба и др., а северозападните – към басейна на река Одра – реките Лубина Остравице, Лучина, Олше. Ниските части на склоновете са покрити букови и смърчово-елови гори, а високите са заети от субалпийски пасища. По северните им подножия се разработват находища на нефт.

## Карти на Западните Бескиди
- Западната част на Западните Бескиди, обозначени на картата с червен цвят (e)
- Северната част на Западните Бескиди, обозначени на картата с червен цвят (f)
- Центрарната част на Западните Бескиди, обозначени на картата с червен цвят (g)
- Източната част на Западните Бескиди, обозначени на картата с червен цвят (h)